# アーチボルド・ダグラス (初代フォーファー伯爵)
初代フォーファー伯爵および第2代オーモンド伯爵アーチボルド・ダグラス（英語: Archibald Douglas, 1st Earl of Forfar, 2nd Earl of Ormonde PC、1653年5月3日 – 1712年11月11日）は、スコットランド貴族。

## 生涯
初代オーモンド伯爵アーチボルド・ダグラスと2人目の妻ジーン・ウィームズ（Jean Wemyss、第2代ウィームズ伯爵デイヴィッド・ウィームズの娘）の息子として、1653年5月3日に生まれた。1655年4月15日に父が死去すると、オーモンド伯爵を継承するはずだったが、オリバー・クロムウェルのスコットランド侵攻によりオーモンド伯爵創設の特許状（1651年4月3日）にスコットランド王璽を押すことができなかったため、特許状は無効でありアーチボルドはオーモンド伯爵を継承できなかった。王政復古の後の1661年10月2日、フォーファー伯爵とワンデル＝ハートサイド卿（いずれもスコットランド貴族）に叙された。1670年、20歳未満にもかかわらずスコットランド議会議員に就任した。
1688年の名誉革命を熱烈に支持して、ウィリアム3世とメアリー2世によりスコットランド枢密院の枢密顧問官に任命された。その後、1689年から1690年までスコットランド王璽尚書委員会の委員を、1705年から1706年までスコットランド大蔵卿委員会の委員を務めた。1707年合同法をめぐる論争では合同法を支持したが、1707年にグレートブリテン王国が成立すると大蔵卿委員から辞任せざるをえなかった。アン女王は同等の官職を与えることを約束、さらに官職任命まで300ポンドの年金を受け取る権利を与えたが、フォーファー伯爵は1712年に死去するまで二度と官職に就くことはなかった。
1712年12月11日に死去、ボスウェルの教会で埋葬された。死後、妻ロビナがその教会でフォーファー伯爵の記念碑を立てた。息子アーチボルドが爵位を継承した。

## 家族
1679年8月19日、リンカーン法曹院のチャペルでロビナ・ロックハート（Robina Lockhart、1662年頃 – 1741年3月20日、ウィリアム・ロックハート・オブ・リーの娘）と結婚した。
- アーチボルド（1692年 – 1715年） - 第2代フォーファー伯爵、生涯未婚

主にボスウェル城に住んだという。